# Ugo De Siervo

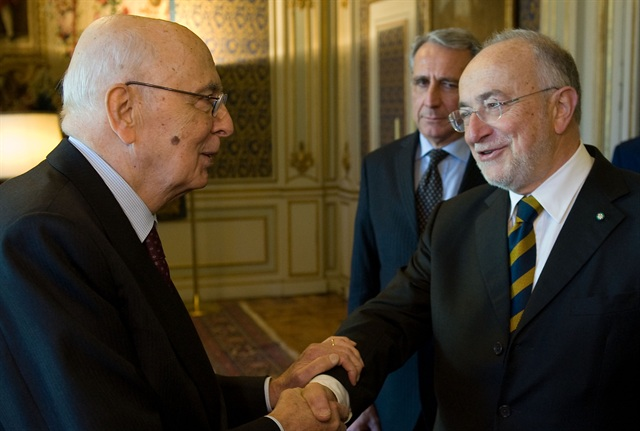
Ugo De Siervo (rechts, 2010)

Ugo De Siervo (* 20. Februar 1942 in Savona) ist ein italienischer Jurist, ordentlicher Professor des Verfassungsrechts an der Universität Florenz und ehemaliger Präsident des italienischen Verfassungsgerichtes.

## Leben
Ugo De Siervo studierte an der Universität Florenz Verfassungsrecht. Das Studium schloss er 1965 mit der Bestnote ab. An seiner Alma Mater wurde er denn vier Jahre darauf auch Dozent für Verfassungsrecht. 1972 wurde De Siervo an die Universität Sassari berufen, später kehrte er in der gleichen Position nach Florenz zurück.
Von 1970 bis 1974 war De Siervo Mitglied des Comitato regionale di controllo (CORECO) der Toskana. Ab 1986 war er für sieben Jahre im Consiglio superiore della pubblica amministrazione tätig. De Siervo war zudem von 1997 bis 2001 im Garante per la protezione dei dati personali.
Am 24. April 2002 wurde er vom Parlament zum Verfassungsrichter gewählt. Fünf Tage später legte er seinen Eid ab. Seit dem 25. Februar 2009 war er Vizepräsident des corte costituzionale. Am 10. Dezember 2010 wurde er zu dessen Präsidenten gewählt.
Neben juristischen Themen beschäftigt er sich mit Giorgio La Pira und dessen Demokratiekonzeption.